# Silvino Vidal
Pour les articles homonymes, voir Vidal.
Silvino Vidal (Albergaria-a-Velha, 21 mars 1850 Pelotas, 9 août 1937) était un écrivain luso-brésilien.
Après la mort de sa mère, il s'installa à Porto Alegre avec sa sœur et leur père. Là, il publia son premier poème dans le journal local Álbum Semanal.
Il écrivit pour plusieurs publications comme Álbum Semanal, O Mosquito, Diabrete, Eco do Sul ou Diário de Rio Grande et fut membre du « Partenon Literário ».

## Livres
- Margaridas (1880)
- Aquarelas' (1885)
- Dutra & Cia.

## Sources
- FERREIRA, Delfim Bismarck. Casa e Capela de Santo António (1999)
- VAZ, Artur Emilio Alarcon. A lírica de imigrantes portugueses no Brasil meridional. v. 2
- FERREIRA, Delfim Bismarck. artigo Jornal de Albergaria, 14/04/2009